# Edificio Posadas Belgrano
Edificio Posadas Belgrano – budynek w Montevideo, zbudowany w 1926 roku, położony w dzielnicy Ciudad Vieja, zaprojektowany przez Jorge Herrána.
Liczy 18 metrów wysokości i pięć pięter. Obecnie (2012 rok) znajduje się w nim siedziba Banco Comercial, dlatego też zwany jest czasem "Banco Comercial - Casa Central".